# Fats Domino
Fats Domino   (Nova Orleans, 26 de febrer de 1928 - Harvey, 24 d'octubre de 2017) fou un cantant, pianista i compositor estatunidenc. Va conrear el rhythm & blues en els anys cinquanta i posteriorment el rock and roll, estil del qual va esdevenir un dels seus pioners i un dels seus màxims representants.
Domino va vendre més de 65 milions de discos. Nascut a Nova Orleans en una família criolla francesa, Domino va signar amb Imperial Records el 1949. El seu primer senzill "The Fat Man" és citat per alguns historiadors com el primer senzill de rock and roll i el primer a vendre més d'1 milió de còpies. Domino va continuar treballant amb el coautor de la cançó Dave Bartholomew, aportant el seu distintiu estil de piano rodant a "Lawdy Miss Clawdy" (1952) de Lloyd Price i anotant una sèrie d'èxits principals començant per "Ain't That a Shame" (1955). Entre 1955 i 1960, va tenir onze èxits pop nord-americans entre els 10 millors. El 1955, cinc dels seus discos havien venut més d'un milió de còpies, sent certificat d'or.
Domino era tímid i modest per naturalesa, però va fer una contribució significativa al gènere del rock and roll. Elvis Presley va declarar a Domino una "enorme influència en mi quan vaig començar" i quan es van conèixer el 1959, el va descriure com "l'autèntic rei del rock 'n' roll". Els Beatles també van ser molt influenciats per Domino.
Quatre dels discos de Domino van ser nomenats al Saló de la Fama dels Grammy per la seva importància: "Blueberry Hill", "Ain't That a Shame", "Walking to New Orleans" i "The Fat Man". Va ser inclòs al Saló de la Fama del Rock and Roll com a part del seu primer grup d'incorporats el 1986. Associated Press estima que durant la seva carrera, Domino "va vendre més de 110 milions de discos".